# گل پسر همسایه
گل پسر همسایه (کره‌ای: 이웃집 꽃미남) یک مجموعهٔ تلویزیونی کره جنوبی سال ۲۰۱۳ بر پایهٔ وب‌تون من هر روز دزدکی به او نگاه می‌کنم اثر یون هیون سوک است. بازیگران آن پارک شین هه و یون شی-یون هستند.
گل پسر همسایه از ۷ ژانویه تا ۲۶ فوریه ۲۰۱۳، روزهای دوشنبه و سه‌شنبه ساعت ۲۳:۰۰ (کی‌اس‌تی) از تی‌وی‌ان برای ۱۶ قسمت پخش شد.

## بازیگران

### اصلی
- پارک شین هه در نقش گو دوک می[۱۳]
- یون شی-یون در نقش انریکه گوم[۱۴]
- کیم جی-هون در نقش اوه جین راک/اوه جه وون